# Ørnevåge
Ørnevåge (Buteo rufinus) er en rovfugl i høgefamilien, der lever i Nordafrika og Asien.